# Netzwerkprojektor
Ein Netzwerkprojektor (oder Netzwerk-Beamer) ist ein Gerät zur Projektion mit der Möglichkeit eines Direktanschlusses an Computernetzwerke. Die Funktion, die über diesen Netzwerkanschluss hergestellt wird, ist je nach Hersteller unterschiedlich und reicht von einer einfachen Fernsteuerung bis hin zum Überspielen kompletter Präsentationen.
Mit Hilfe von sogenannten Projektorservern können auch nicht-netzwerkfähige Projektoren indirekt über ein Netzwerk angesprochen werden. Hierzu wird der Server mit dem Netzwerk und der Projektor über den dort angebrachten Graphikanschluss (z. B. über VGA, DVI, HDMI usw.) mit dem Projektorserver verbunden.